# Сеймова угода 1914
Сеймова угода 1914 — закон, ухвалений Галицьким крайовим сеймом 14 лютого 1914 та затверджений австрійським імператором Францом-Йосифом I Габсбургом 8 липня 1914, що змінив Крайовий статут для Галичини 1861 і запровадив нову Виборчу сеймову ординацію для Галичини. Угода була результатом тривалої боротьби за демократизацію виборчого права, наслідком національного та соціального компромісу. Закон, в основу якого покладено проєкт Міхала Бобжинського, зберіг засаду репрезентації інтересів, однак поширив виборче право на незаможні верстви населення та запровадив принцип репрезентації інтересів польського та українського народів. Галицький крайовий сейм повинен був складатися з 221 посла, в тому числі — 12 вірилістів (особи, які отримували сеймові мандати завдяки своїй посаді), до яких передбачалося додати ректора майбутнього українського університету. Решту обирали в 5-ти куріях за наступною квотою:
1. великі землевласники — 45 послів, зокрема 1 українець;
2. цензова міська курія, до якої належали перші 2/3 платників прямих податків, — 46;
3. загальна міська курія — 12 мандатів, у 2-й і 3-й куріях діяв принцип плюральності;
4. торговопромислової палати — 5;
5. містечка і сільські громади — 105, у тому числі 57 поляків і 48 українців.

Загалом українці отримали 27,2 % сеймових мандатів. Нова Виборча сеймова
ординація для Галичини регламентувала перебіг виборів із метою максимального усунення адміністративних важелів впливу. 
Угода не була реалізована через початок Першої світової війни.